# Europs rhizophagoides
Europs rhizophagoides es una especie de coleóptero de la familia Monotomidae.

## Distribución geográfica
Habita en Colombia, Guatemala y México.